# Mbyá
Mbyá (Guarani Mbiá, Mbiá, Mbyá, Mbüa, M’bya, Baticola, Guarani M'bya), jedno od značajnijih plemena iz skupine Guarani, nastanjeno po južnoameričkim državama Brazil 5.000 (2000 Dooley), Argentina 3.000, (2002 Dooley) i Paragvaj, 8,000 (2000 Dooley).

## Jezik
Velika porodica tupian, porodoca Tupi-Guarani, skupina, guarani. Njihve lokalne skupine Tambéopé i Baticola govore vlastitim dijalektima.

## Lokacija
Na području Brazila žive na jugozapadu države Paraná, jugoistočni São Paulo, Santa Catarina, Rio Grande do Sul, Espíritu Santo i Minas Gerais. U Argentini na sjeveroistoku države, i u Paragvaju u departmanima Caaguazú, Guairá, Caazapá, San Pedro, Concepción, Canindeyú i Itapúa.

## "Caraí" i "ayvu porã"
U svojim ritualima Mbya-šaman, zvan caraí ili karaí koriste se posebnim rječnikom ayvu porã ili "lijepim riječima" kojima citira svete pjesme.